# 鲁夫尔莱维涅
鲁夫尔莱维涅（法語：Rouvres-les-Vignes，法語發音：[ʁuvʁ le viɲ]）是法国奥布省的一个市镇，属于奥布河畔巴尔区。

## 地理
鲁夫尔莱维涅（48°14'27"N, 4°49'22"E）面积8.28 平方千米，位于法国大東部大區奥布省，该省份为法国中北部省份，北起马恩省，西接塞纳-马恩省，西南至约讷省，东南至科多尔省，东临上马恩省。
与鲁夫尔莱维涅接壤的市镇（或旧市镇、城区）包括：科隆贝勒塞克、利尼奥勒堡、索尔西、里佐库尔-比谢、科隆贝双教堂村。

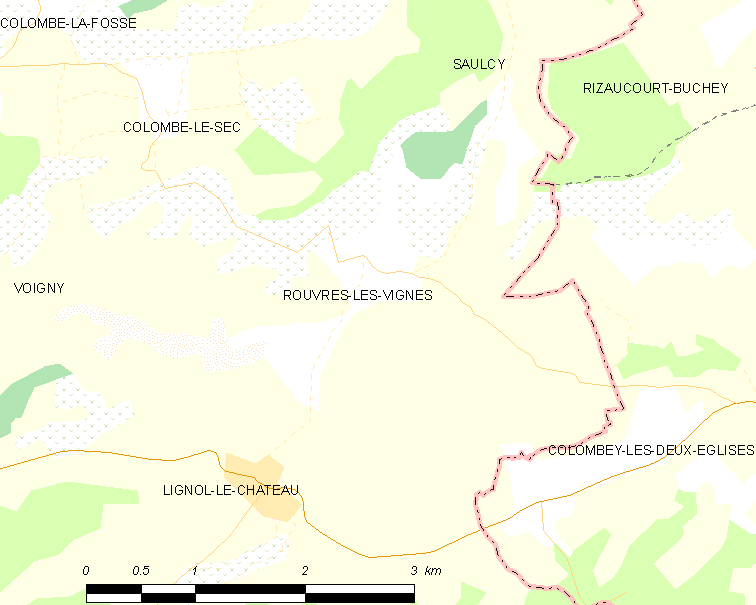
鲁夫尔莱维涅的OSM定位图

鲁夫尔莱维涅的时区为UTC+01:00、UTC+02:00（夏令时）。

## 行政
鲁夫尔莱维涅的邮政编码为10200，INSEE市镇编码为10330。

## 政治
鲁夫尔莱维涅所属的省级选区为奥布河畔巴尔县。

## 人口

1962-2008年间鲁夫尔莱维涅人口变化图示

鲁夫尔莱维涅于2022年1月1日时的人口数量为114人。